# Hepatica anceps
Hepatica anceps là một loài bướm đêm trong họ Noctuidae.